# Kirk Broadfoot
Kirk Broadfoot (ur. 8 sierpnia 1984 w Irvine, Szkocja) – szkocki piłkarz występujący na pozycji obrońcy. Jest zawodnikiem Rotherham United.

## Kariera klubowa
Kirk Broadfoot swoją przygodę z piłką nożną rozpoczynał w juniorskim klubie Ayr Valspar. W 2001 r. podpisał kontrakt z występującym w Scottish Premier League, Hibernian. Po roku został zwolniony, a jego nowym klubem został St. Mirren.

### St. Mirren
Kontrakt z przedstawicielem Scottish First Division został podpisany 1 lipca 2002. W klubie z Paisley Broadfoot wystąpił 174 razy i był kapitanem w sezonie 2006/07. Właśnie w tym sezonie St. Mirren występował już w SPL, po wygraniu First Division sezon wcześniej. W listopadzie 2005 r. drużyna Broadfoota zdobyła Scottish Challenge Cup, a Kirk grał w meczu finałowym 90 minut.

### Rangers
Solidna gra Broadfoota przyciągnęła zainteresowanie Waltera Smitha. W marcu 2007 r. Kirk podpisał przedwstępną umowę z klubem z Glasgow, a nowym piłkarzem z Ibrox Park został 1 lipca tego roku. Debiut w Rangers zaliczył w meczu Ligi Mistrzów z FK Zeta, a pierwszego gola strzelił w ligowym meczu z Falkirk wygranym przez The Gers aż 7-2. Po meczu Pucharu Szkocji z Hibernianem na początku 2008 r. Broadfoot zaliczył swój drugi mecz ligowy dopiero w lutym 2008 r. Po meczu z Falkirk (2-0) został wybrany Piłkarzem Meczu i od tego czasu regularnie grał w pierwszej jedenastce. Kirk brał udział w finałowych spotkaniach o Puchar Ligi Szkockiej (wygrana po rzutach karnych z Dundee United) i Puchar UEFA (porażka 0-2 z Zenitem).
W sezonie 2008/09 Broadfoot grał regularnie i wystąpił w finale Pucharu Ligi z Celtikiem. Rangers przegrali 0-2, a druga bramka padła po rzucie karnym sprokurowanym przez Broadfoota. W trakcie tego meczu Kirk grał z kontuzją stopy, która wyeliminowała go z gry do końca sezonu.

### Blackpool
5 września 2012 roku podpisał kontrakt z Blackpool.

## Kariera międzynarodowa
Broadfoot swój debiut w reprezentacji zaliczył 10 września 2008 meczem kwalifikacyjnym do Mistrzostw Świata 2010 z Islandią i zdobył bramkę otwierając wynik spotkania (Szkocja wygrała 2-1).

## Sukcesy
St Mirren
- Scottish First Division (1): 2006
- Scottish Challenge Cup (1): 2005

Rangers
- Scottish Premier League (1): 2009
- Puchar Ligi Szkockiej (1): 2008